# Sœurs des écoles chrétiennes de Vorselaer
Les Sœurs des écoles chrétiennes de Vorselaer, Sœurs des écoles chrétiennes de Vorselaar ou Sœurs des écoles chrétiennes de saint Joseph de Calasanz est une congrégation catholique fondée par Louis Vincent Donche (nl) s. j. (1769-1857). Elle est surtout présente en Belgique et au Venezuela.

## Historique
À l'époque du royaume uni des Pays-Bas, en juin 1820 à Vorselaer (en néerlandais : Vorselaar) une école pour filles est fondée par la comtesse van de Werve-della Faille, et le prêtre Lodewijk Vincent Donche. Les premières sœurs étaient deux Tilburgeoises. C'était le début de la congrégation des Sœurs des écoles chrétiennes de Vorselaar, reconnue par l'Église en 1834. L'initiative avait pour but d'offrir un enseignement de qualité pour des enfants ordinaires, et peu à peu la congrégation fut implantée dans d'autres villages.
En 1960, la congrégation gérait près de 150 écoles dans le diocèse de Malines, y compris le Maria Assumptalyceum, le lycée Maria Assumpta et le Regina Pacis instituut. 
En 2005, la congrégation s'occupait plus que de 63 écoles dont 57 en Belgique, certaines écoles comme le lycée Maria Assumpta étant devenues diocésaines.

## Source
- (nl) Cet article est partiellement ou en totalité issu de l’article de Wikipédia en néerlandais intitulé « Zusters der Christelijke Scholen van Vorselaar » (voir la liste des auteurs).